# Whiting (Vermont)
Whiting es un pueblo ubicado en el condado de Addison en el estado estadounidense de Vermont. En el año 2010 tenía una población de 419 habitantes y una densidad poblacional de 11,84 personas por km².

## Geografía
Whiting se encuentra ubicado en las coordenadas 43°51′52″N 73°12′41″O / 43.86444, -73.21139.

## Demografía
Según la Oficina del Censo en 2000 los ingresos medios por hogar en la localidad eran de $31,985 y los ingresos medios por familia eran $41,250. Los hombres tenían unos ingresos medios de $26,250 frente a los $26,563 para las mujeres. La renta per cápita para la localidad era de $20,101. Alrededor del 4.7% de la población estaban por debajo del umbral de pobreza.